# Wojna Pajęczej Królowej
Wojna Pajęczej Królowej (ang. War of the Spider Queen) – 6-tomowa seria książek fantasy ze świata Zapomniane Krainy. Każda jej część została napisana przez innego autora, a nad całością pieczę sprawował R.A. Salvatore.
Okładki książek namalował Gerald Brom.

## Części sagi
- Upadek/Dissolution (2002, Richard Lee Byers)
- Powstanie/Insurrection (2002, Thomas M. Reid)
- Potępienie/Condemnation (2003, Richard Baker)
- Zagłada/Extinction (2004, Lisa Smedman)
- Unicestwienie/Annihilation (2004, Philip Athans)
- Zmartwychwstanie/Resurrection (2005, Paul S. Kemp)

## Główni bohaterowie
- Quenthel Baenre – córka poprzedniej matki opiekunki Domu Banre, Yvonnel. Jest mistrzynią opiekunką Akademii w Menzoberranzan. Została wysłana na wyprawę do Ched Nasad przez siostrę, za namową Grompha, który chciał pozostać jedynym doradcą Triel Baenre.

- Pharaun Mizzrym – jeden z najzdolniejszych magów w Menzoberranzan, mistrz w Sorcere. Jest synem matki opiekunki Domu Mizzrym. Jego przełożony, Gromph Baenre, obawiał się jego wpływów w mieście, więc wysłał go na misję do Ched Nasad.

- Ryld Argith – pochodzi z gminu, jednak mimo tego uzyskał znaczną pozycję. Jest mistrzem w Melee-Magthere, gdzie naucza sztuki fechtunku. Przyjaźni się z Pharaunem Mizzrymem, razem z nim udał się na misję do Ched Nasad.

- Halisstra Melarn – jedyna ocalała członkini domu Melarn z Ched Nasad, córka opiekunki Domu, Drisnil Melarn. Po zniszczeniu domu udała się w dalszą drogą wraz ze swoją służką Danifae Yauntyrr oraz drużyną z Menzoberranzan. Jest wysoką kapłanką Lolth, ale zna się również na magii bae'qeshel. Na powierzchni została kapłanką Eilistraee.

- Danifae Yauntyrr – branka z Eryndlynu. Została wzięta przez dom Melarn z Ched Nasad. Osobista służka Halisstry Melarn, przywiązana do niej zaklęciem. Udało się jej jednak zerwać zaklęcie i na własną rękę podróżować wraz z Menzoberranzanczykami.

- Valas Hune – najemnik z organizacji Bregan D'Aerthe, zwiadowca, wynajęty przez dom Baenre na czas wyprawy do Ched Nasad.

- Faeryl Zuavirr – córka kupieckiego domu Zuavirr z Ched Nasad. Była ambasadorką Ched Nasad w Menzoberranzan.

- Jeggred Baenre – draegloth, syn Triel Baenre i demona Belshazu. Wraz ze swoją ciotką, Quenthel Baenre, podróżował do Ched Nasad. Ze wzajemnością nienawidzi Pharauna Mizzryma.

- Gromph Baenre – arcymag Menzoberranzan i Sorcere. Najwyżej postawiony mężczyzna w świecie drowów. Wiernie stoi za tronem Triel Baenre, służąc jej radą.

- Triel Baenre – najnowsza matka opiekunka domu Baenre. Przewodnicząca Rady, faktyczna pani całego miasta. Bardzo nieudolna władczyni, jednak potężna kapłanka Lolth. Doradzają jej Gromph Baenre oraz Quenthel Baenre, jej rodzeństwo.

- Nimor Imphraezl – zabójca bardzo biegły w swoim fachu. To on doprowadził do wszczęcia wojny pomiędzy Menzoberranzan a duergarami. Organizacja, do której należy, Jaezred Chaulssin, przyczyniła się również do całkowitego zniszczenia Ched Nasad.

- Aliisza – kochanka i towarzyszka Kaanyra Vhoka, również kochanka Pharauna. Jest alu-demonem, córką ludzkiego czarodzieja oraz sukkuby. Jest jedną z najpiękniejszych istot Podmroku. Wysłana przez Kaanyra Vhoka w celu szpiegowania Menzoberranzanczyków.

## Fabuła sagi
- Upadek

Lolth, bogini pająków, opiekunka miasta Menzoberranzan, milknie bez wyjaśnienia. Jej kapłanki na całym świecie są całkowicie bezsilne. W Menzoberranzan jednak starają się ukryć ten fakt przed wszystkimi. Tajemnicę odkrywa zaledwie kilku, w tym Gromph Baenre, Pharaun Mizzrym oraz garstka renegatów. Ci ostatni, z pomocą illithida, wszczynają powstanie niewolników. W wyniku tego spora część miasta zostaje zniszczona, a tajemnica kapłanek wychodzi na jaw. Wysyłają one do innego miasta drowów, Ched Nasad, ekspedycję złożoną z sześciu osób z Menzoberranzan.
- Powstanie

Drużyna drowów przechodzi przez władztwo kambiona, Kaanyra Vhoka. Ten próbuje ich pojmać lub zabić, jednak drowy uciekaj mu. Kiedy docierają do Ched Nasad, okazuje się, że w mieście panuje chaos, gdyż kapłanki nie poradziły sobie z kryzysem tak dobrze jak ich odpowiedniczki z Menzoberranzan. Faeryl Zuavirr zdradza drużynę, ponieważ chce, aby jej dom stanął na szczycie hierarchii w mieście. W wyniku tego zostaje zamordowana przez Jeggreda Baenre, a całe miasto popada w ruinę, zniszczone przez duergarów. Do drużyny przyłączają się dwie kobiety z Ched Nasad – Halisstra Melarn i jej służka Danifae Yauntyrr. Drużyna ucieka przez portal.
- Potępienie

Drużyna zostaje wyrzucona przez portal na powierzchni. Chcą odnaleźć Tzirika, kapłana Vhaerauna, który może pomóc im dowiedzieć się co stało się z Lolth. Po wielu przygodach odnajdują go i udają się w podróż astralną na Pajęczynę Demonów. Tzirik jednak zdradza ich, przywołując swojego boga, który próbuje sforsować zapieczętowane drzwi do świątyni swej matki. Jeggred zabija Tzirika, drużyna cała i zdrowa wraca do swoich ciał i uciekają z powierzchni. Nimor Imphraezl doprowadza do wszczęcia wojny pomiędzy krasnoludzkim Gracklstugh i Menzoberranzan. Do stanięcia po stronie krasnoludów namawia także Kaanyra Vhoka.
- Zagłada

Drużyna ponownie próbuje dostać się na Pajęczynę Demonów, teraz jednak we własnych ciałach. Poszukują statku, który ich tam zabierze. W tym samym czasie, Halisstra ucieka z drużyny wraz z Ryldem na powierzchnię i przyłącza się do kapłanek Eilistraee.
- Unicestwienie

Drużyna dostaje się na Pajęczynę Demonów, a w tę samą podróż wyrusza Halisstra. Wszyscy chcą się dostać do władztwa Lolth, każdy jednak w innym celu. Z polecenia Danifae, Jeggred zabija Rylda. Na końcu podróży, drużynę opuszcza Valas, twierdząc, że wykonał już swoje zadanie wystarczająco dobrze. Gromph przygotowuje się do walki z Lordem Dyrrem, magiem ze zdradzieckiego domu Agrach Dyrr. Dzięki pomocy Triel, która odzyskała moce kapłanki Lolth, pokonuje go w pojedynku.
- Zmartwychwstanie

Gromph Baenre odnajduje i niszczy filakterium liczdrowa Dyrra. Drużyna wreszcie staje twarzą w twarz z Lolth. Jest tam też Halisstra, która nawróciła się na wiarę w Lolth. Jedna z trzech kapłanek ma zostać Wybranym Naczyniem bogini. Bogini wybiera Danifae, a Halisstra staje się jej Pokutnicą, która ma mordować elfy powierzchni oraz drowy innej wiary, aby odkupić swoje winy. Pharaun Mizzrym unieruchomiony i pozostawiony samemu sobie z rozkazu Quenthel ginie stratowany przez hordę pająków. Quenthel zabija Jeggreda za brak posłuszeństwa i wraca do miasta.